# Galium subtrifidum
Galium subtrifidum är en måreväxtart som beskrevs av Caspar Georg Carl Reinwardt och Carl Ludwig von Blume. Galium subtrifidum ingår i släktet måror, och familjen måreväxter. Inga underarter finns listade i Catalogue of Life.